# Сълзите на жирафа
Сълзите на жирафа (на английски: Tears of the Giraffe) е роман на шотландския писател Алегзандър Маккол Смит. Романът е издаден през 2000 г. от британското издателство „Polygon Books“. На български език е издаден през 2004 г. от издателство „Изток - Запад“, като втора книга в поредицата „Дамска детективска агенция № 1“.

## Сюжет
Внимание:  Текстът по-долу разкрива сюжета на произведението (или части от него)!
Действието на книгата се развива в африканската страна Ботсуана. Главен персонаж в романа е маа Прешъс Рамотсве, дъщеря на бившия миньор Обед, която става частен детектив и основава първата в столицата на Ботсуана Габороне „Дамска детективска агенция № 1“. След като в края на първата книга маа Прешъс Рамотсве даде съгласието си да се омъжи за господин Дж. Л. Б. Матекони, сега вече щастливите влюбени избират къщата, в която ще живеят заедно, избират диамантен годежен пръстен, като неочаквано в живота им се появяват две деца. Междувременно работата в първата и единствена дамска детективска агенция в Ботсуана се увеличава. Случаите стават все по-заплетени и предизвикателни.